# Акапнија
Акапнија, позната и као хипокапнеја или хипокарбија (која је заправо други назив за хипокапнију која је супротну од хиперкапније)  користи се да означи поремећај дисања који се односи на стање које карактерише смањен ниво угљен-диоксида у крви.
Ово се може десити из различитих разлога, укључујући хипервентилацију, респираторну алкалозу или одређена медицинска стања која утичу на дисање.

## Етиологија
Обезбеђујући телу кисеоником, респираторни систем истовремено уклања производ метаболизма – угљен-диоксид, који крв доводи из ткива у алвеоле плућа, одакле се захваљујући алвеоларној вентилацији, уклања из крв. У стањима када дође до сниженог парцијалног притиска угљен-диоксида (PaCo2) у артеријској крви и осталим телесним течностима, услед мањак угљен-диоксида у телесним течностима односно крви настаје акапније.
Уобичајени узроци акапније који су обично резултат дубоког или убрзаног дисања укључују:
- анксиозност,
- нападе панике,
- велику надморску висину,
- стања која доводе до прекомерног дисања (хипервентилација).

## Клиничка слика
Клиничку слику акапније карактеришу следећи симптоми:
- вртоглавица,
- пецкање у екстремитетима,
- несвестице или напади (у тешким случајевима) .

## Дијагноза
Акапнија се обично дијагностикује анализом гасова у артеријске крви, која мери нивое кисеоника и угљен-диоксида.

## Терапија
Лечење се фокусира на решавање основног узрока, као што је подучавање техникама дисања за управљање хипервентилацијом или обезбеђивање додатног кисеоника ако је потребно.